# Chó sục bò Miniature
Chó sục bò Miniature là giống chó có nguồn gốc từ Chó sục trắng Anh đã bị tuyệt chủng, Chó Dalmatian và Chó bò. Sự tồn tại của giống lần đầu tiên được ghi nhận năm 1872 tại The Dogs of British Island.

## Lịch sử
Khi giống chó tiêu chuẩn đầu tiên được tạo ra ở Anh thế kỷ 19, nó có kích thước tương tự như Chó sục bò Miniature. Chó sục bò Miniature đã được công nhận là một giống thành viên trong Câu lạc bộ Chăm sóc Chó Hoa Kỳ (AKC) vào ngày 14 tháng 5 năm 1991 (chính thức có hiệu lực từ ngày 1 tháng 1 năm 1992).

## Tính cách
Giống như Chó sục bò, Chó sục bò Miniature có kích thước nhỏ và rất đáng yêu. Tương tự như nhiều giống chó săn, chúng có thể cứng đầu vào những thời điểm khác nhau; nhưng điều này lại khiến chúng trở thành một giống chó có tính cách tuyệt vời cho người có không gian hạn chế.
Chó sục bò Miniature được biết đến với tính tình cứng đầu và can đảm. Mặc dù tầm vóc của chúng khá nhỏ nhưng chúng sẽ dễ dàng thách thức những chú chó lớn hơn. Tuy nhiên, như với bất kỳ con chó nào, chủ sở hữu có thể giảm khả năng đối đầu bằng cách thực hiện công tác huấn luyện phù hợp. Chó sục bò Miniature là giống chó rất năng động và vui tươi và yêu thương, nhưng cũng cần phải đề phòng cẩn thận khi chúng đang ở xung quanh những con chó khác.